# Hôtel de Mora
L'hôtel de Mora est un hôtel particulier situé à Moulins, en France.

## Localisation
L'hôtel est situé sur la commune de Moulins, dans le département de l'Allier, en région Auvergne-Rhône-Alpes. 

## Historique
L'hôtel a été construit à partir 1752 par la famille Cadier de Veauce, il donnait, côté cour, sur la cité médiévale — actuelle rue Voltaire — et, côté jardin, sur les anciens remparts transformés en cours. 
Une tour de style gothique flamboyant du XVe siècle permet de constater que les Cadier de Vauce avaient bâti leur maison sur un parcellaire occupé de longue date. Entre cette tour et l'hôtel, un bâtiment a été ajouté au XIXe siècle par les nouveaux propriétaires, la famille Moreno de Mora. Cette aile de style néogothique assure une transition entre les architectures gothique et classique.
Avant que les Cadier de Vauce ne vendent leur hôtel à un marquis espagnol en exil à Moulins, Pascal Moreno de Mora en 1866, après l'échec de l'insurrection carliste en 1852, l'imprimerie Desrosiers l'a loué pendant longtemps, et c'est là que fut imprimé en 1834 le livre d'Achille Allier : L'Ancien Bourbonnais, vol. 1 (1833) et 2 (1837, posthume) (), illustré entre autres par André Durand. La Société d'émulation du Bourbonnais a récupéré une machine Desrosiers et l'a prêté au musée de l'illustration jeunesse. Elle se trouve dans la verrière où se tient notamment le Café des papas organisé par la Caisse d'allocations familiales.
En rachetant l’hôtel en 1948, le Conseil général de l'Allier y a logé jusqu'en 1991 la direction départementale des Affaires sanitaires et sociales, puis a décidé au début des années 2000 de valoriser ce site en musée : le musée de l'illustration jeunesse, ouvert en 2005 après plusieurs années de travaux.
L'hôtel est inscrit partiellement (éléments protégés : l'ensemble des façades et des toitures de l'hôtel et des communs, la cage d'escalier avec sa rampe en fer forgé et les pièces suivantes avec leur décor : salle-à-manger au rez-de-chaussée, salon est et salon ouest au premier étage) au titre des monuments historiques par arrêté du 3 juillet 1985.

## Description
L'hôtel comporte deux ailes de bâtiments perpendiculaires, et se situe au fond d'une cour trapézoïdale dont les autres éléments sont composés par des communs et un portail ouvrant sur la rue. La partie réservée à l'habitation semble avoir été terminée vers 1858-1859, alors que les dépendances et l'aménagement ne le furent que plus tard.